# Luís Eduardo Magalhães
Luís Eduardo Magalhães es un municipio brasilero del estado de la Bahía. Su población estimada en 2008 era de 104.977 habitantes.
El municipio de Luís Eduardo Magalhães era antes un pequeño poblado denominado Mimoso del Oeste, que pasó el 3 de diciembre de 1987 a ser distrito de Barreiras. A través de la Ley n° 395/1997, el 17 de noviembre de 1998, pasó a la denominación actual cuyo nombre remite al fallecido diputado, hijo del senador Antônio Carlos Magalhães, el 30 de marzo de 2000, por la Ley 7619/00.

## Clima
El clima de Luís Eduardo Magalhães puede ser clasificado como clima tropical de sabana (Aw), de acuerdo con la clasificación climática de Köppen.